# Eparchia di Valujki

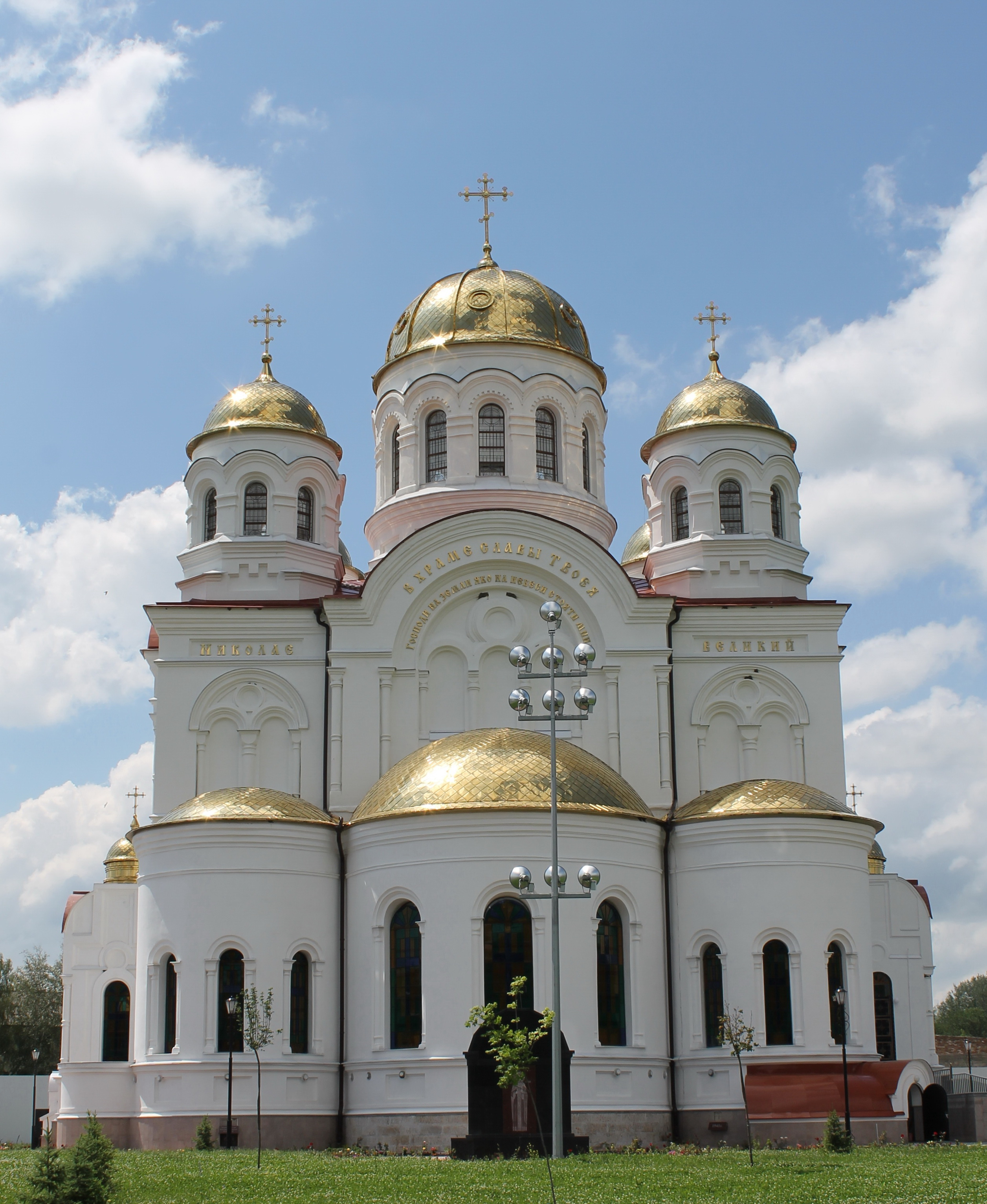
La cattedrale di San Nicola di Valujki.

L'eparchia di Valujki (in russo: Валуйская епархия) è una diocesi della Chiesa ortodossa russa, appartenente alla metropolia di Belgorod.

## Territorio
L'eparchia comprende i rajon Alekseevskij, Valujskij, Vejdelevskij, Volokonovskij, Krasnenskij, Krasnogvardejskij e Roven'skoj nella parte orientale dell'oblast' di Belgorod nel circondario federale centrale.
Sede eparchiale è la città di Valujki, dove si trova la cattedrale di San Nicola. L'eparca ha il titolo ufficiale di «eparca di Valujki e Alekseevka».

## Storia
L'eparchia è stata eretta con decisione del Santo Sinodo della Chiesa ortodossa russa del 7 giugno 2012, con territorio separato da quello dell'eparchia di Belgorod.